# رهیاب بزرگ
رهیاب بزرگ (نام علمی: Catuna angustatum) نام یک گونه از سرده رهیاب‌ها است.